# Muramvya (provins)
Muramvya är en av Burundis 18 provinser. Huvudorten är Muramvya. Det bodde 292 589 invånare i provinsen vid folkräkningen 2008.
Inom provinsen finns fem kommuner. Dessa är:
- Bukeye (66 090 invånare)
- Kiganda (48 730 invånare)
- Mbuye (55 342 invånare)
- Muramvya (81 257 invånare)
- Rutegama (41 170 invånare)